# Jamaikanische Badminton-Mannschaftsmeisterschaft
Jamaikanische Badminton-Mannschaftsmeisterschaften werden seit 1966 ausgetragen.

## Titelträger
| Saison    | Sieger      |
| --------- | ----------- |
| 1966      | Abbey Court |
| 1967      | Rainbow     |
| 1968      | Rainbow     |
| 1969      | Rainbow     |
| 1970      | Rainbow     |
| 1971 2024 | keine Daten |